# Episodi di Un detective in corsia (seconda stagione)
La seconda stagione della serie televisiva Un detective in corsia, composta da 22 episodi, viene trasmessa sul canale statunitense CBS dal 17 settembre 1994 al 5 maggio 1995.
In Italia è stata trasmessa da Canale 5 dal 10 al 27 luglio 1998 senza rispettare l'ordine originale degli episodi.
| nº | Titolo originale             | Titolo italiano                       | Prima TV USA      | Prima TV Italia |
| -- | ---------------------------- | ------------------------------------- | ----------------- | --------------- |
| 1  | Many Happy Returns           | Buone tasse a tutti                   | 17 settembre 1994 | 10 luglio 1998  |
| 2  | A Very Fatal Funeral         | Funerali fatali                       | 23 settembre 1994 | 13 luglio 1998  |
| 3  | Woman Trouble                | Donne nei guai                        | 30 settembre 1994 | 14 luglio 1998  |
| 4  | The Busy Body                | Compleanno con delitto                | 7 ottobre 1994    | 14 luglio 1998  |
| 5  | My Four Husband              | Un marito di troppo                   | 14 ottobre 1994   | 13 luglio 1998  |
| 6  | Murder Most Vial             | Iniezione letale                      | 21 ottobre 1994   | 16 luglio 1998  |
| 7  | You Can Call Me Mr. Johnson  | Lo strano caso di Mr. Johnson         | 28 ottobre 1994   | 16 luglio 1998  |
| 8  | Georgia on My Mind           | Dolci omicidi                         | 4 novembre 1994   | 17 luglio 1998  |
| 9  | The Last Laugh (Part 1 & 2)  | Risata finale (prima e seconda parte) | 11 novembre 1994  | 15 luglio 1998  |
| 10 | The Last Laugh (Part 1 & 2)  | Risata finale (prima e seconda parte) | 18 novembre 1994  | 15 luglio 1998  |
| 11 | Death by Extermination       | La casa assassina                     | 2 dicembre 1994   | 17 luglio 1998  |
| 12 | Standing Eight Count         | Fino all'ultima ripresa               | 9 dicembre 1994   | 20 luglio 1998  |
| 13 | The Bela Lugosi Blues        | Funerale per un vampiro               | 7 gennaio 1995    | 21 luglio 1998  |
| 14 | The New Healers              | Morte sul set                         | 13 gennaio 1995   | 21 luglio 1998  |
| 15 | Call Me Incontestable        | Cuori solitari                        | 20 gennaio 1995   | 22 luglio 1998  |
| 16 | A Blast from the Past        | Una minaccia dal passato              | 3 febbraio 1995   | 20 luglio 1998  |
| 17 | Playing for Keeps            | Il gene della salute                  | 10 febbraio 1995  | 22 luglio 1998  |
| 18 | Sea No Evil                  | Morte in mare                         | 17 febbraio 1995  | 23 luglio 1998  |
| 19 | How to Murder Your Lawyer    | Sete di denaro                        | 24 febbraio 1995  | 23 luglio 1998  |
| 20 | Naked Babies                 | Baby-sitter alla riscossa             | 31 marzo 1995     | 24 luglio 1998  |
| 21 | Death in the Daytime         | Attrice per un giorno                 | 28 aprile 1995    | 27 luglio 1998  |
| 22 | My Baby Is Out of This World | Mio figlio è un alieno                | 5 maggio 1995     | 24 luglio 1998  |

## Buone tasse a tutti
- Titolo originaleː Many Happy Returns
- Diretto daː Lou Antonio
- Scritto daː Lee Goldberg e William Rabkin

### Trama
Il dottor Sloan riceve la sgradita visita di un addetto dell'ufficio tributi venuto a controllare la sua dichiarazione dei redditi. Dopo aver riscontrato una quantità infinita di errori, Sloan, furioso, si rivolta contro il suo commercialista, Pitt. Quando questi viene trovato morto, Sloan è accusato dell'omicidio.

## Funerali fatali
- Titolo originaleː A Very Fatal Funeral
- Diretto daː Alan Myerson
- Scritto daː Gerry Conway

### Trama
Il dottor Sloan indaga sulla misteriosa morte dei componenti della Fondazione Malone, un'organizzazione di beneficenza presieduta da Elton Malone. I sospetti si concentrano su Norman Briggs, l'unico componente del consiglio rimasto in vita, ma Sloan, grazie al suo intuito, individua il serial killer in una persona al di sopra di ogni sospetto.

## Donne nei guai
- Titolo originaleː Woman Trouble
- Diretto daː Roy Campanella
- Scritto da. Joyce Burditt

### Trama
Il dottor Sloan indaga sulla morte di un suo paziente, Robert Stanton, facoltoso uomo d'affari. I sospetti si concentrano sulla moglie Irene e sull'amante della vittima Marylin. Sloan scopre invece che l'assassinio di Robert è in realtà una messinscena architettata dallo stesso Stanton al fine di eliminare la moglie e ricominciare una nuova vita accanto all'amante.

## Compleanno con delitto
- Titolo originaleː The Busy Body
- Diretto daː Vincent McEveety
- Scritto da. Dan Wilcox

### Trama
Il celebre avvocato divorzista Kotch viene ucciso al Communty General Hospital proprio il giorno in cui si festeggia il compleanno del dottor Sloan. I sospetti si concentrano su tre persone: Stan Bidell e Rupert Leverton, entrambi costretti a causa di Kotch, a cedere il loro patrimonio alle rispettive ex mogli, e Nora Stebbings, una donna di cui l'avvocato ha abusato in passato. Ben presto Sloan si rende conto di aver concentrato i propri sospetti sulle persone sbagliate.

## Un marito di troppo
- Titolo originaleː My Four Husbands
- Diretto daː Christian I. Nyby
- Scritto da. Robin Bernheim

### Trama
L'attrice Pamela Dorn, amica di Sloan, viene ricoverata al Community General Hospital per un intervento di chirurgia estetica. Maria, una giornalista d'assalto in cerca di scoop, si fa ricoverare con una scusa nella stessa clinica. Pamela è circondata dai suoi quattro ex mariti, ma quando uno di loro, Joe, viene trovato morto, l'attrice si vede accusata dell'omicidio.

## Iniezione letale
- Titolo originaleː Murder Most Vial
- Diretto daː Richard Compton
- Scritto da. Richard Collins

### Trama
Il dottor Sloan indaga sul misterioso omicidio di William P. Bissell, magnate dell'editoria, assassinato al Community General Hospital con un'iniezione letale di un farmaco antidolorifico. I sospetti si concentrano su Taylor ed Emily, rispettivamente assistente e moglie della vittima. Il caso si fa misterioso quando un'infermiera della clinica, Jenny, racconta di aver avuto in passato un'appassionata storia d'amore con la vittima.

## Lo strano caso di Mr.Johnson
- Titolo originaleː You Can Call Me Johnson
- Diretto daː Christian I. Nyby
- Scritto da. John Wirth

### Trama
Al Community General Hospital muore durante un intervento chirurgico Johnson, un boss mafioso. Vinnie, figlio della vittima, intende vendicare il padre trovando il responsabile della sua morte, cioè colui che ha sostituito il filo da sutura provocando un'emorragia al paziente. Il dottor Sloan sospetta di Hannah Krueger, la moglie di un pentito di mafia fatto uccidere da Johnson. Ma anche Wheeler, agente dell'FBI, aveva dei buoni motivi per volere la morte del boss mafioso.

## Dolci omicidi
- Titolo originaleː Georgia on My Mind
- Diretto daː Peter Ellis
- Scritto da. Brad Kern

### Trama
Il dottor Sloan e suo figlio Steve indagano sull'omicidio di un investigatore privato, Charlie Hawkins. Interrogando l'affascinante Georgia, segretaria della vittima, i due scoprono che Charlie stava lavorando al caso di Harry Litvak, un industriale del gelato convinto che il fratello Walter lo volesse morto. Il mistero si infittisce quando anche Samantha, la giovane e seducente matrigna di Harry e Walter, viene uccisa.
● Guest Star: Daphne Ashbrook, Dean Butler

## Risata finale - (prima e seconda parte)
- Titolo originaleː The Last Laugh: Part 1 & 2
- Diretto daː Christian I. Nyby
- Scritto da. Lee Goldberg e William Rabkin

### Trama
Il noto chirurgo plastico Elliot Valin viene ucciso e dell'omicidio è sospettata la moglie Bonnie. Quest'ultima sostiene però che al momento dell'assassino si trovava assieme ad un turista, Dave, sulla spiaggia di Malibu. Trovare il turista è come cercare un ago in un pagliaio, ma Jack ci riesce e Bonnie viene scagionata. Al termine del processo il dottor Sloan trova le prove della colpevolezza di Bonnie, ma ormai è troppo tardi. Amanda apprende con sgomento di essere stata ignobilmente truffata dal suo commercialista. Il dottor Sloan non si dà pace per aver fatto scagionare Bonnie, accusata dell'omicidio del marito. Il dottore fa di tutto per impedire alla donna e al suo complice e amante, Dave, di intascare la polizza sulla vita del defunto consorte. Jack ed Amanda intanto cercano di incastrare il commercialista della donna tendendogli un tranello. Dave, istigato da Bonnie, tenta di uccidere il dottor Sloan.

## La casa assassina
- Titolo originaleː Death by Extermination
- Diretto daː Christopher Hibler
- Scritto da. Dan Wilcox

### Trama
Dora, sorella di Sloan, trova nella nuova casa che ha acquistato il cadavere del signor Wardell, l'agente immobiliare con cui ha concluso la trattativa. Tra i sospettati dell'omicidio figurano la segretaria e la moglie della vittima, un cliente, un farmacista e una sua socia d'affari.

## Fino all'ultima ripresa
- Titolo originaleː Standing Eight Count
- Diretto daː Christopher Hible
- Scritto da. Travis Fine

### Trama
Mercury Jones, campione di boxe, viene ricoverato per accertamenti al Community General Hospital dove si imbatte in Tommy, suo avversario che lo ha sconfitto in quello che avrebbe dovuto essere l'ultimo incontro della sua vita. Mercury chiede a Tommy di concedergli la rivincita, ma questi, avendo saputo di essere gravemente malato di cuore, rifiuta. Mercury allora lo minaccia di morte e quando il mattino seguente Tommy viene trovato morto i sospetti si concentrano su di lui. Ma il dottor Sloan indaga.

## Funerale per un vampiro
- Titolo originaleː The Bela Lugosi Blues
- Diretto daː Lee Philips
- Scritto da. Michael Gleason

### Trama
Un campione di football viene ucciso in circostanze misteriose. L'assassino sembra infatti essere niente di meno che... un vampiro. Il dottor Sloan, affascinato dall'insolito caso, indaga.

## Morte sul set
- Titolo originaleː The New Healers
- Diretto daː Christopher Hibler
- Scritto da. Lee Goldberg e William Rabkin

### Trama
Il Community General Hospital viene scelto come set per le riprese di una famosa serie televisiva ambientata in un ospedale. Mentre gli attori, invidiosi gli uni degli altri, litigano tra loro, Dixon Gallow, il protagonista, viene assassinato in circostanze misteriose. Il dottor Sloan, come al solito, indaga.

## Cuori solitari
- Titolo originaleː Call Me Incontestible
- Diretto daː Michael Schultz
- Scritto da. Dan Wilcox

### Trama
Alex Forman, amico di Mark Sloan, viene trovato impiccato nella sua abitazione. Il dottor Sloan, convinto che l'uomo sia stato in realtà ucciso, indaga e scopre che Alex era iscritto ad un'agenzia di cuori solitari e si incontrava spesso con Gloria. Sloan scopre che gli uomini con cui è uscita Gloria si sono tutti tolti la vita. Il dottore comincia a sospettare inizialmente di Gloria e poi di Clete, il suo geloso ex marito. Ma alla fine Sloan individua la vera responsabile dei delitti.

## Una minaccia dal passato
- Titolo originaleː A Blast from the Past
- Diretto daː Burt Brinckerhoff
- Scritto da. Joyce Burditt

### Trama
Eddie Gault, uno psicopatico accusato dell'omicidio della moglie e arrestato da Steve, esce di prigione con l'intenzione di vendicarsi del poliziotto colpendo le persone a lui più care. Steve, nel tentativo di proteggere il padre, fa installare in casa sua un sofisticato sistema d'allarme che però non impedisce a Eddie di introdursi nell'abitazione, terrorizzando il dottor Sloan. Il criminale si fa poi assumere al Community General Hospital, in modo da avvicinare Amanda.

## Il gene della salute
- Titolo originaleː Playing for Keeps
- Diretto daː Peter Ellis
- Scritto da. Gerry Conway

### Trama
Gregory Talbot, studioso di genetica e immunologia, fidanzato di Amanda, si lascia sedurre dal fascino di Peggy, una giocatrice di pallavolo. In realtà Gregory ha scoperto che Peggy ha un gene che le impedisce di ammalarsi e per il quale facoltosi clienti sarebbero disposti a pagare una fortuna. Gregory studia un piano per uccidere Peggy e isolare il gene.

## Morte in mare
- Titolo originaleː Sea No Evil
- Diretto daː Christian I. Nyby
- Scritto da. Lee Goldberg e William Rabkin

### Trama
Il dottor Sloan, indagando sulla morte di Wendy Hewitt, una giornalista annegata in mare, scopre che Rip, il guardaspiaggia di turno, è stato drogato in modo da non poter soccorrere Wendy. Sloan apprende inoltre che la giornalista sapeva di cospicue tangenti pagate da Schwartz, un imprenditore, per ottenere il permesso di costruire un oleodotto sulla spiaggia. Convinto di aver individuato in Schawartz il responsabile della morte di Wendy, Sloan cerca le prove per incastrarlo.

## Sete di denaro
- Titolo originaleː How to Murder Your Lawyer
- Diretto daː Leo Penn
- Scritto da. Michael Gleason

### Trama
Arnold, un avvocato, e Agnes, un procuratore distrettuale, restano coinvolti in un attentato. Il dottor Sloan indaga e scopre che Kenny, il fattorino dello studio legale, vende i nomi dei testimoni d'accusa.

## Baby-sitter alla riscossa
- Titolo originaleː Naked Babes
- Diretto daː Christian I. Nyby
- Scritto da. Joyce Burditt

### Trama
Angela, un'amica di Amanda, dà alla luce quattro gemelli che purtroppo scompaiono misteriosamente dopo la nascita. Amanda, convinta che la clinica in cui ha partorito la sua amica sia coinvolta in un losco traffico di neonati, indaga.

## Attrice per un giorno
- Titolo originaleː Death in the Daytime
- Diretto daː Christian I. Nyby
- Scritto da. Michael Gleason

### Trama
Amanda vince alla lotteria un premio che consiste nel trascorrere un'intera giornata sul set della famosa serie televisiva "Febbre d'amore". L'arrivo di Amanda negli studi cinematografici, con tutti gli amici del Community General Hospital al seguito, crea non pochi problemi, soprattutto dopo che Amanda trova in un camerino il cadavere di una donna.

## Mio figlio è un alieno
- Titolo originaleː My Baby Is Out of This World
- Diretto daː Christopher Hibler
- Scritto da. Richard Collins

### Trama
Noble Samson, una rockstar, viene ucciso all'inizio di un concerto. La principale indiziata dell'omicidio è la moglie Tara, in cura presso uno psichiatra, il dottor Frey. La donna è convinta che ad uccidere il marito sia stato un alieno, che l'ha precedentemente messa incinta. Ma i sospetti del dottor Sloan si concentrano su Frey.